# 迫町
迫町（はさまちょう）は、宮城県の北部にあった町である。2005年（平成17年）4月1日に、登米郡全町および本吉郡津山町が合併し、登米市（とめし）となった。
迫町時代から旧佐沼町地区が登米郡の中心商業地として宮城県民から「佐沼」と呼ばれており、この地域の別称・広域地名として用いられてきた。「佐沼」は古来の地名「讃馬」に由来する。

## 地理
宮城県北部に位置した町である。気候は比較的温暖である。
- 河川：迫川、荒川
- 湖沼：伊豆沼、内沼、長沼

### 隣接していた自治体
- 宮城県
  - 登米郡石越町、中田町、米山町、南方町
  - 遠田郡田尻町
  - 栗原郡瀬峰町、築館町、若柳町

## 歴史
- 1889年（明治22年）4月1日 - 佐沼町、新田村、北方村が成立。
- 1955年（昭和30年）4月1日 - 佐沼町、北方村、新田村が合併し、迫町が誕生。
- 1957年（昭和32年）4月1日 - 中田町の一部（森の大部分）を編入。
- 2005年（平成17年）4月1日 - 登米郡内各町および本吉郡津山町と合併し、登米市となる。

## 行政
- 最後の町長：伊藤吉衛

## 姉妹都市・提携都市

### 国内
- 挾間町（大分県大分郡）（現由布市）
  - 1990年（平成2年）10月 友好姉妹町締結

## 教育

### 高校
- 宮城県佐沼高等学校

### 中学校
- 迫町立佐沼中学校
- 迫町立新田中学校

### 小学校
- 迫町立北方小学校
- 迫町立佐沼小学校
- 迫町立新田第一小学校
- 迫町立新田第二小学校
  - 登米市に合併後、平成20年度に新田第一及び第二小学校は統合し、登米市立新田小学校となる
- 迫町立森小学校

### 特別支援学校
- 宮城県立迫支援学校

## 交通

### 鉄道路線
- 東日本旅客鉄道
  - 東北本線：梅ケ沢駅 - 新田駅
- 過去には、仙北鉄道が町内を通過していた。

### 道路
- 一般国道
  - 国道346号
  - 国道398号
- 都道府県道
  - 宮城県道1号古川佐沼線
  - 宮城県道36号築館登米線
  - 宮城県道177号新田若柳線
  - 宮城県道198号新田米山線
  - 宮城県道199号米山迫線
  - 宮城県道200号中田迫線

## 名所・旧跡・観光スポット・祭事・催事

### 名所
- 伊豆沼・内沼
- 長沼
- 佐沼城跡
- 長沼フートピア公園

### 祭り
- どんと祭
- 桜まつり
- 佐沼夏まつり

### イベント
- 河北レガッタ
- ふるさと花火in長沼
- 長沼レガッタ
- HASAMA 1,000人の音楽祭
- HASAMAスワンマラソン
- 東北風土マラソン＆フェスティバル

## 出身有名人
- 大友克洋 - 漫画家、映画監督